# Slonovník
Slonovník (Phytelephas) je rod palem z čeledi arekovité (Arecaceae).

## Areál rozšíření
Roste zejména v Jižní Americe (Kolumbie, Ekvádor).

## Popis
Má 20–30 cm silný kmen, u některých druhů poléhavý asi 2–15 m dlouhý a na něm vějíř až 7 m dlouhých a 2 m širokých sudozpeřených listů. Rostlina je dvoudomá (samčí rostlina a samičí rostlina). Samčí květy jsou směstnané na dlouhé válcovité palici. Samičí květy jsou uspořádané do několika visutých kulovitých palic velikosti asi 30 cm. Po uzrání se ze samičích květů vytvoří trs cca 60 peckovic, každá s 3 až 10 semeny. Plody (tzv. guayaquill[zdroj⁠?!]) mají sladkou dužinu, ze které se připravuje lahodný nápoj.
Semena jsou přibližně kulovitá, 2 až 6 cm velká a obsahují sladkou bílou tekutou hmotu, ze které se také připravuje lahodný nápoj. Později tekutá hmota v semenech zbělí a ztvrdne v hmotu vzhledem a tvrdostí podobnou slonovině. Odtud pochází jejich název „rostlinná slonovina“ a název rostliny „slonovník“. Semenům se říká „kamenáče“, „kamenné ořechy“ nebo „slonovinové ořechy“. Na rozdíl od slonoviny, která je tvořená především dentinem, semena slonovníku jsou tvořena krystalickým polysacharidem mananem, který se řadí mezi hemicelulózy. Tvrdá semena se brousí, soustruží, barví. Vyrábí se z nich šperky, figurky, knoflíky, intarzie a výrobky nahrazující pravou slonovinu.
Slonovníků existuje několik druhů. Největší semena dává Phytelephas macrocarpa, naopak nejmenší semena má Phytelephas microcarpa, který nemá téměř žádný kmen.